# Dobrzenice
Dobrzenice – wieś w Polsce położona w województwie dolnośląskim, w powiecie ząbkowickim, w gminie Ciepłowody.
W latach 1975–1998 miejscowość administracyjnie należała do województwa wałbrzyskiego.
Według Narodowego Spisu Powszechnego (III 2011 r.) liczyły 227 mieszkańców. Są trzecią co do wielkości miejscowością gminy Ciepłowody.
Do wojewódzkiego rejestru zabytków wpisany jest kościół filialny pw. Matki Bożej Różańcowej, z drugiej połowy XIII w., XVIII w., XIX w.
W miejscowości był przystanek kolejowy Dobrzenice.